# 애플 M1 맥스

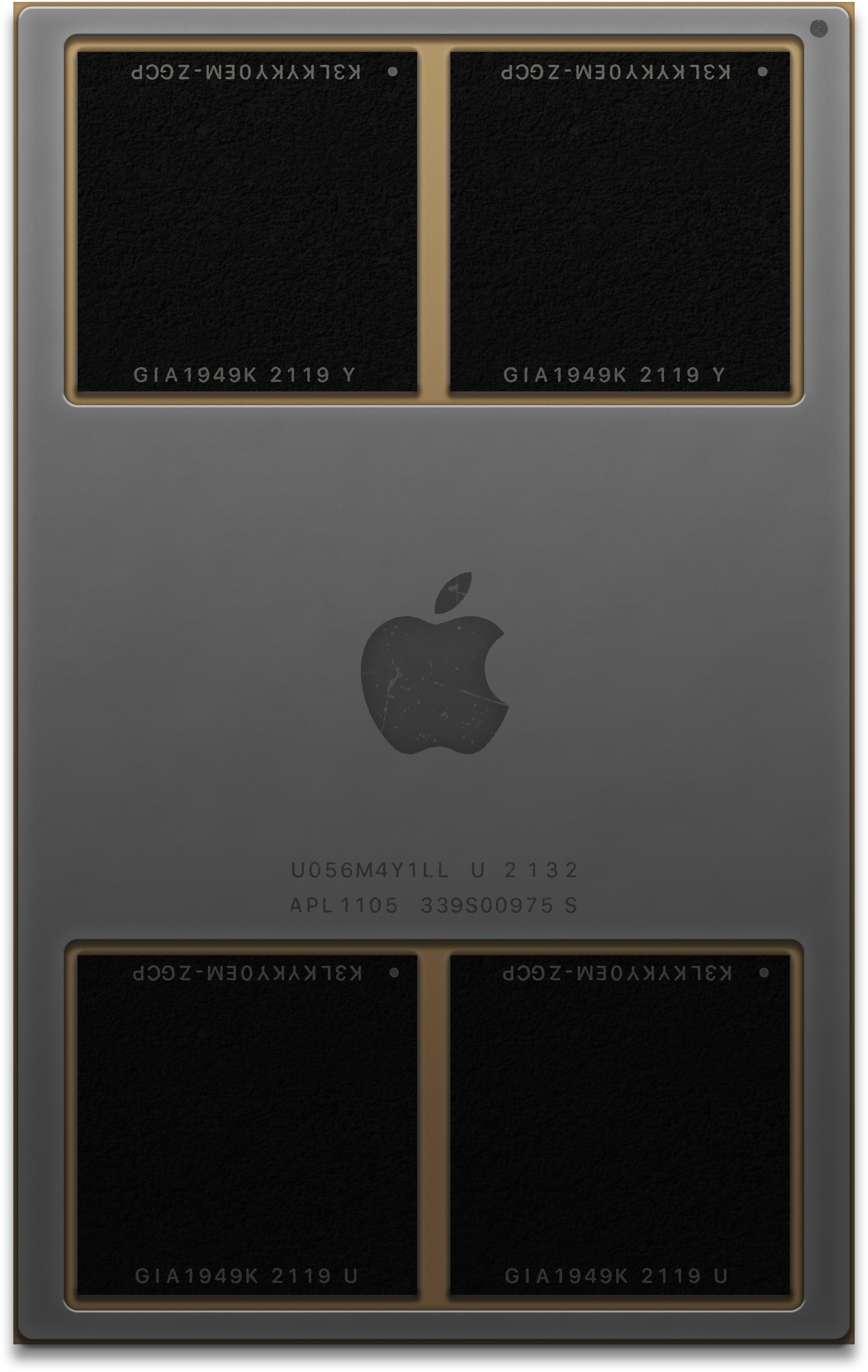

애플 M1 맥스(Apple M1 Max)는 2021년 10월에 애플 M1 프로와 같이 설계된 애플의 프로세서이다.

## 같이 보기
- 애플이 설계한 프로세서